# Vestfália
Vestfália, Westfália ou Vestefália (em alemão Westfalen) é uma região histórica da Alemanha, à volta das cidades de Dortmund, Münster, Bielefeld, e Osnabrück, e agora incluída no estado federal alemão (Bundesland) de Renânia do Norte-Vestfália (e uma parte a sudoeste da Baixa Saxónia).

Brasão de Armas de Vestfália

Vestfália é aproximadamente a região entre os rios Reno e Weser, a norte da bacia do rio Ruhr. O termo Vestfália no uso atual é caracterizado principalmente pela sua identificação com a província prussiana com este nome, que remonta à extensa aquisição de território pela Prússia como resultado do Congresso de Viena em 1815. No entanto, não é possível definir com exatidão as fronteiras, porque o nome "Westfalen" foi aplicado a diferentes entidades na história. Por esta razão, especificações da área e população diferem muito. Variam entre 16 000 e 22 000 km² respectivamente entre 4,3 milhões e 8 milhões de habitantes.

## Ver também

As três entidades conhecidas (total ou parcialmente) como Vestfália superpostas sobre um mapa moderno da Alemanha:
Verde: Reino da Vestfália (1807-1813)
Vermelho: Província da Vesfália (1815 - 1946)
Cinza escuro: Renânia do Norte-Vestfália (1946-)